# Верле (крепость)
Верле — бывшая крепость славянского племенного союза ободритов в германской федеральной земле Мекленбург-Передняя Померания. Находилась близ одноимённого района города Кассов на правом берегу реки Варнов. В наше время на её месте с 1856 года находится искусственно насыпанный холм с гранитным валуном весом около 6 тонн.
Крепость была построена славянами около 600 года и была заброшена в XIII веке. Она была весьма неприступной и являлась предметом ожесточённых боев во время немецкой колонизации востока, перенеся несколько осад и захватов. В 1160 году Генрих Лев хитростью захватил крепость и убил славянского князя Никлота. Его сыновья Прибислав I и Вартислав вернули себе крепость, но в 1163 году им пришлось снова сдать её. Зимой 1163 года, когда Генрих Лев начал карательную кампанию против братьев, Вартислав был взят в плен герцогом во время защиты Верле и казнён. После мирного соглашения крепость была передана Прибиславу I. В дальнейшем здесь располагалась сеньория Верле.